# Hirano
Hirano (平野区, Hirano-ku) és un dels 24 districtes urbans de la ciutat d'Osaka, capital de la prefectura homònima, a la regió de Kansai, Japó. Hirano és el districte més populós d'Osaka i l'únic que ha passat mai dels 200.000 habitants.

## Geografia
El districte de Hirano està situat al cantó més sud-oriental de la ciutat d'Osaka, al centre de la prefectura homònima. La part nord-oest del districte es troba a la zona sud de l'altiplà d'Uemachi, tot i això, la pràctica totalitat del districte està plà. El riu Yamato flueix i passa per la part meridional de Hirano. El terme del districte de Hirano limita amb el districte d'Ikuno i el municipi de Higashiosaka, a l'oest amb el districte de Higashi-Sumiyoshi i el municipi de Yao cap a l'est i al sud amb el municipi de Matsubara.

### Barris
Els barris del districte de Hirano són els següents:
- Uriwari (瓜破)
- Uriwari-Higashi (瓜破東)
- Uriwari-Nishi (瓜破西)
- Uriwari-Minami (瓜破南)
- Kami-Kuratsukuri (加美鞍作)
- Kami-Shōgakuji (加美正覚寺)
- Kami-Higashi (加美東)
- Kami-Nishi (加美西)
- Kami-Minami (加美南)
- Kami-Kita (加美北)
- Kire (喜連)
- Kire-Higashi (喜連東)
- Kire-Nishi (喜連西)
- Setoguchi (背戸口)
- Nagayoshi-Kawanabe (長吉川辺)
- Nagayoshi-Deto (長吉出戸)
- Nagayoshi-Nagahara (長吉長原)
- Nagayoshi-Nagahara Higashi (長吉長原東)
- Nagayoshi-Nagahara Nishi (長吉長原西)
- Nagayoshi-Rokutan (長吉六反)
- Nagare-machi (流町)
- Nishiwaki (西脇)
- Hirano-Ichimachi (平野市町)
- Hirano-Uemachi (平野上町)
- Hirano-Baba (平野馬場)
- Hirano-Honmachi (平野本町)
- Hirano-Miyamachi (平野宮町)
- Hirano-motomachi (平野元町)
- Hirano-Higashi (平野東)
- Hirano-Nishi (平野西)
- Hirano-Minami (平野南)
- Hirano-Kita (平野北)

## Història
El districte de Hirano es fundà el 22 de juliol de 1974 fruit d'una escissió del districte de Higashi-Sumiyoshi, del qual formava part. El territori que actualment forma part de Hirano va ser annexionat a la ciutat d'Osaka l'1 d'abril de 1925, constituint-se originalment dins del districte de Sumiyoshi, del qual s'escindí l'1 d'abril de 1943 el districte de Higashi-Sumiyoshi.

## Demografia
| 1920    | 1930    | 1940    | 1950    | 1960   | 1970    | 1980    |
| ------- | ------- | ------- | ------- | ------ | ------- | ------- |
| ND      | ND      | ND      | 59.128  | 90.289 | 188.977 | 198.880 |
| 1990    | 2000    | 2010    | 2020    | 2030   | 2040    | 2050    |
| 198.550 | 201.722 | 200.205 | 191.664 | -      | -       | -       |

## Transport

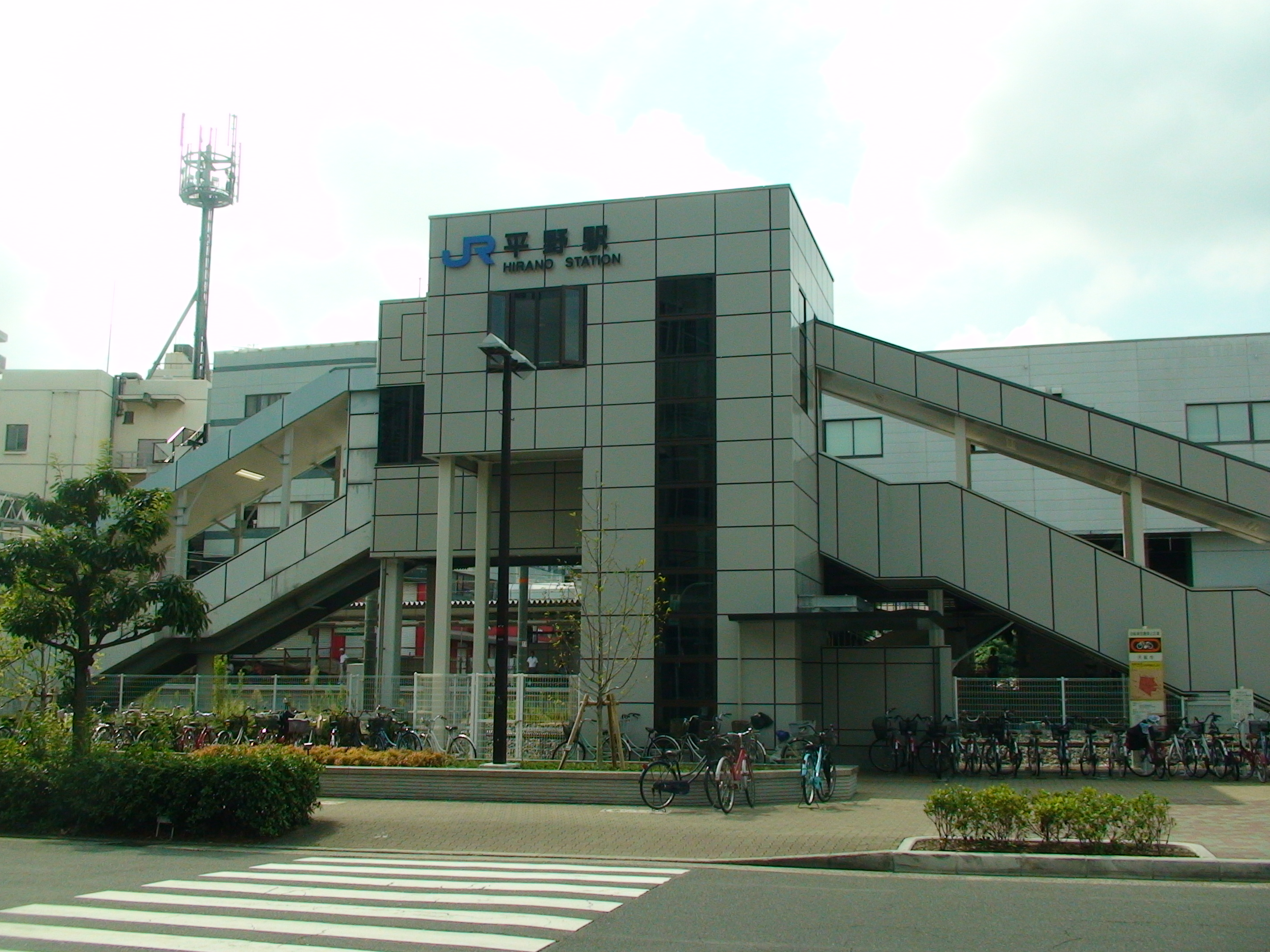
Estació de Hirano (JR)

### Ferrocarril
- Companyia de Ferrocarrils del Japó Occidental (JR West)
  - Kami - Shin-Kami - Hirano (JR) - Kizuri-Kamikita
- Metro d'Osaka
  - Hirano - Kire-Uriwari - Deto - Nagahara

### Carretera
- Autopista Hanshin - Autopista de Kinki
- Nacional 25 - Nacional 165 - Nacional 309 - Nacional 479